# Istiblennius steindachneri
Istiblennius steindachneri és una espècie de peix de la família dels blènnids i de l'ordre dels perciformes.

## Morfologia
- Els mascles poden assolir 11 cm de longitud total.[1][2]

## Reproducció
És ovípar.

## Hàbitat
És un peix marí de clima tropical.

## Distribució geogràfica
Es troba des de Kenya fins a Moçambic, l'Illa Juan de Nova (davant les costes de Madagascar), el nord de Madagascar, Maurici i les Seychelles.